# Aaron Kitchell
Pour les articles homonymes, voir Kitchel.
Aaron Kitchell, né le 10 juillet 1744, à Hanover et mort le 25 juin 1820 dans cette même ville, est un homme politique américain.

## Biographie
Membre de la New Jersey General Assembly entre 1781 et 1809, il est élu représentant du New Jersey en 1791.
Il est élu au Sénat en 1805.

## Sources
- (en) Cet article est partiellement ou en totalité issu de l’article de Wikipédia en anglais intitulé « Aaron Kitchell » (voir la liste des auteurs).